# 摩觉寺
摩觉寺，位于西藏自治区日喀则市南木林县，是一座藏传佛教香巴噶举派寺院。

## 简介
摩觉寺是位于西藏自治区日喀则市南木林县的一座藏传佛教香巴噶举派寺院。摩觉巴·仁钦尊珠曾经依止琼波上师五年零七个月，得到了上师的所有教法，闭关六个月，获得奶格五金法成就。琼波浪觉圆寂之后，摩觉巴闭关静修，后来与帕木竹巴相互传授，在冈波巴处又求得了《那若六法》等等教授，获得决定的大手印见。此后，摩觉巴在摩觉寺静修十二年，弟子达三千人，又兴建姑隆寺。